# Бронепалубни крайцери тип „Комюс“
Комюс (на английски: Comus) са серия бронепалубни крайцери на Британския Кралски флот построени в края на 1870-те години на 19 век. По време на строежа си се водят винтови корвети. Това са първите в света крайцери с бронирана палуба. Серията е родоначалник на класа на бронепалубни крайцери. Също така са и първите британски кораби с водоизместимост под 3000 тона, които имат метален корпус. Корабите са с пълно корабно ветрилно стъкмяване или стъкмяване на барк.
Известни и като тип „C“. От проекта са построени 9 единици: „Комюс“ (на английски: HMS Comus), „Кюрасао“ (на английски: HMS Curacoa), „Чемпиън“ (на английски: HMS Champion), „Клеопатра“ (на английски: HMS Cleopatra), „Керифорт“ (на английски: HMS Carysfort), „Конкуест“ (на английски: HMS Conquest), „Констанс“ (на английски: HMS Constanse), „Канада“ (на английски: HMS Canada) и „Корделиа“ (на английски: HMS Cordelia). В Кралския флот първоначално са именувани корвети, след това са прекласифицирани в крайцери от 2-ри ранг. Първоначално се отнасят към подкласа „парни корвети“ („на английски: steam corvettes“), от 1888 г. са отнесени към подкласа „крайцер 3 ранг“ („на английски: third-class cruisers“).
След тях британския флот поръчва серия усъвършенствани крайцери от типа „Калипсо“ (на английски: Calypso), известни също като тип „C“.

## Конструкция

### Въоръжение
Крайцерите са въоръжени със 178-мм и 64-фунтови дулнозарядни оръдия.

## История на службата
- HMS Comus – заложен през 1876 г., спуснат на вода на 3 април 1878 г., в строй от 1878 г.
- HMS Curacoa – заложен през 1876 г., спуснат на вода на 18 април 1878 г., в строй от 1878 г.
- HMS Champion – заложен през 1876 г., спуснат на вода на 1 юли 1878 г., в строй от 1878 г.
- HMS Cleopatra – заложен през 1876 г., спуснат на вода на 1 август 1878 г., в строй от 1878 г.
- HMS Carysfort – заложен през 1876 г., спуснат на вода на 26 септември 1878 г., в строй от 1879 г.
- HMS Conquest – заложен през 1878 г., спуснат на вода на 9 юни 1880 г., в строй от 1880 г.
- HMS Constance – заложен през 1879 г., спуснат на вода на 26 август 1881 г., в строй от 1881 г.
- HMS Canada – заложен на 1 декември 1884 г., спуснат на вода на 23 октомври 1886 г., в строй от 1889 г.
- HMS Cordelia  – заложен на 1 декември 1879 г., спуснат на вода на 25 октомври 1881 г., в строй от 1881 г.